# Hugo Söderström (idrottare)
Bror Hugo "Sitting" Söderström, född den 9 januari 1902 i Saltsjöbaden, död där den 27 november 1978, var en svensk bandy- och fotbollsspelare.
Söderström representerade Djurgården från 1921 och under större delen av sin fotbollskarriär. När laget 1928 degraderades efter dess första allsvenska säsong valde han att övergå till lokalkonkurrenten AIK. Sejouren där blev dock endast ettårig och Söderström återvände därefter till moderklubben. I bandy representerade han Göta och var även landslagsspelare. Söderström vilar i minneslund på Skogsö kyrkogård i Saltsjöbaden.